# Italia vs. Simmenthal SpA
Ministero delle Finanze della Repubblica Italiana contro Simmenthal SpA (causa n. 106/1977 decisa il 9 marzo 1978 dalla Corte di giustiza della Comunità europea) è stato un caso di diritto dell'Unione Europea relativo al conflitto di leggi tra il sistema giuridico nazionale e la legge dell'Unione Europea. La sentenza ha avuto una portata storica in quanto decisiva all'affermazione del principio della supremazia della legislazione dell'Unione nonché del principio c.d. dell'effetto diretto. L'intervento della Corte è stato ritenuto parte di una «rivoluzione silenziosa» che ha stravolto la struttura costituzionale italiana (con riferimento specifico all'art. 11 Cost.) terminata solamente nel 1984 con il dispositivo della sentenza n. 170 c.d. Granital.

## Fatto
La Simmenthal SpA importava carne di bovino in Italia dalla Francia. La legislazione italiana (legge 30 dicembre 1970, n. 1239) aveva introdotto una tassa per l'ispezione sanitaria gravante sulle carni che attraversavano la frontiera, ma tale previsione era in conflitto con i regolamenti della Comunità Europea del 1964 e del 1968.
I tribunali italiani avevano argomentato che la legge italiana avrebbe dovuto prevalere in quanto approvata successivamente (1970) rispetto ai regolamenti (1964 e '68): tale soluzione poggiava sul presupposto secondo cui le due diverse fonti normative si ponevano sullo stesso piano gerarchico, con la conseguenza che l'antinomia generata dalle stesse avrebbe dovuto risolversi mediante il criterio cronologico (Lex posterior derogat priori). Il giudice a quo, se del caso, avrebbe dovuto sollevare questione di costituzionalità dinanzi alla Corte Costituzionale per ottenere la caducazione della norma interna contrastante con la norma comunitaria, adducendo come parametro di costituzionalità l'art. 11 della Carta.
Sottoposta quindi alla Corte di Giustizia della Comunità Europea, la questione assunse particolare rilevanza in quanto questa era chiamata a decidere quale dei due atti, in caso di conflitto, sarebbe prevalso. Il procuratore generale Reischl formulò un'opinione secondo la quale non avrebbe avuto importanza il momento dell'emanazione della legge italiana - come invece sostenne il giudice interno - poiché il diritto dell'Unione Europea era "supremo", cioè prevaleva in ogni caso.

## Massima
In sostanza, la Corte di giustizia dichiarò che il giudice nazionale aveva il dovere di dare piena efficacia alle disposizioni comunitarie, anche se in seguito è stata adottata una legge nazionale in conflitto.